# Chambre de commerce et d'industrie de région Normandie
La chambre de commerce et d'industrie de région Normandie est une chambre de commerce et d'industrie régionale.
Elle est née le 1er janvier 2016 par le décret 2015-1629 du 10 décembre 2015 de la fusion de la chambre régionale de commerce et d'industrie Basse-Normandie et de la chambre régionale de commerce et d'industrie Haute-Normandie.

## Mission
À ce titre, elle est un organisme chargé de représenter les intérêts des entreprises commerciales, industrielles et de service de la région Normandie et de leur apporter certains services. Elle mutualise et coordonne les efforts des CCI de la région.
Comme toutes les CCI régionales, elle est placée sous la tutelle du préfet de région représentant le ministère de l'Économie et des Finances.

## CCI en faisant partie
Les cinq CCI de la CCI régionale sont les suivantes :
- chambre de commerce et d'industrie Caen Normandie
- chambre de commerce et d'industrie Ouest Normandie
- chambre de commerce et d'industrie Portes de Normandie
- chambre de commerce et d'industrie Rouen Métropole
- chambre de commerce et d'industrie Seine Estuaire

## Pour approfondir